# رمضان حامد
رمضان حامد (انگلیسی: Ramadhan Hamid؛ زادهٔ ۱۶ فوریهٔ ۱۹۹۴) یک بازیکن فوتبال اهل مالزی است.